# Herbert (osebno ime)
Herbert je moško osebno ime.

## Izvor imena
Ime Herbert izhaja iz nemškega imena Herbert, to pa iz starejšega Heribert oziroma Hariberaht, ki pa je zloženo iz starovisokonemških besed heri v pomenu »množica, vojska« in beraht v pomenu »bleščeč, slaven« 

## Različice imena
- moške oblike imena: Bert, Berti, Berto, Heri, Heribert, Herko
- ženske oblike imena: Berta, Hera, Herberta

## Pogostost imena
Po podatkih Statističnega urada Republike Slovenije je bilo na dan 31. decembra 2007 v Sloveniji število moških oseb z imenom Herbert: 77.

## Osebni praznik
V koledarju je ime Herbert zapisano 16. marca (Herbert, Kölnski nadškof in svetnik, † 16. mar. 1021).

## Znane osebe
- Herbert Grün (1925 - 1961), slovenski dramatik in publicist
- Herbert von Karajan (1908 - 1989), avstrijski dirigent